# Soudova Vychnia
Soudova Vychnia (en ukrainien : Судова Вишня) Soudovaïa Vychnia (en russe : Судовая Вишня) est une ville de l'oblast de Lviv, en Ukraine. Sa population s'élevait à 6 800 habitants en 2025.

## Géographie
Soudova Vychnia est arrosée par la rivière Vychnia, un affluent de la San, et se trouve à 41 km à l'ouest de Lviv et à 515 km à l'ouest de Kiev.

## Histoire
Losselennia Vychnia dans la vallée de la rivière Vychni est connue depuis l'année 981. En 1230, un village du nom de Hanytsko-Volynskyï est mentionné pour la première fois dans une chronique. La localité reçoit des privilèges urbains (droit de Magdebourg) en 1368. À la fin du XVIIIe et au début du XIXe siècle, la ville cesse d'être le centre politique de la province, mais des industries s'y développèrent : distillerie, briqueterie, scierie, moulin, brasserie, fabrication de céramique, de cordes, tissage, travail du cuir, ateliers de poterie, papeterie.

## Population
Recensements (*) ou estimations de la population :
| 1959* | 1970* | 1979* | 1989* | 2001* | 2011  | 2012  |
| ----- | ----- | ----- | ----- | ----- | ----- | ----- |
| 4 675 | 5 378 | 5 735 | 6 611 | 6 668 | 6 434 | 6 436 |

| 2013  | 2014  | 2015  | 2016  | 2017  | 2018  | 2019  |
| ----- | ----- | ----- | ----- | ----- | ----- | ----- |
| 6 461 | 6 504 | 6 539 | 6 541 | 6 566 | 6 563 | 6 538 |

## Transports
Soudova Vychnia se trouve à 51 km de Lviv par le chemin de fer et à 45 km par la route M-11 ou route européenne 40.